# Secretly Canadian
Secretly Canadian è un'etichetta discografica indipendente statunitense fondata nel 1996 da Chris e Ben Swanson, Eric Weddle e Jonathan Cargill. La sede si trova a Bloomington (Indiana). La prima pubblicazione dell'etichetta è stata la riedizione di un album di June Panic. Weddle ha lasciato l'etichetta qualche tempo dopo la fondazione, mentre nel 1999 si è inserito Darius Van Arman, che ha incorporato la sua Jagjaguwar.

## Artisti
- Alasdair Roberts
- Animal Collective
- Antony and the Johnsons
- Ativin
- BLK JKS
- Bobb Trimble
- Bodies of Water
- Catfish Haven
- Cayucas
- Damien Jurado
- Danielson
- Dave Fischoff
- David Vandervelde
- Don Lennon
- Dungeonesse
- Early Day Miners
- Exitmusic
- Foreign Born
- Frida Hyvönen
- Havergal
- Here We Go Magic
- The Horns of Happiness
- I Love You but I've Chosen Darkness
- The Impossible Shapes
- Instruments of Science & Technology
- Intro To Airlift
- The Japonize Elephants
- Jason Molina
- Jens Lekman
- jj
- Jorma Whittaker
- June Panic
- Little Scream
- Magnolia Electric Co.
- Major Lazer
- Marmoset
- Molina and Johnson
- Music Go Music
- Nikki Sudden & The Jacobites
- Normanoak
- The Panoply Academy
- Porcelain Raft
- Racebannon
- Richard Swift
- Scout Niblett
- Simon Joyner
- Songs: Ohia
- Suzanne Langille & Loren Mazzacane Connors
- Suuns
- Swearing at Motorists
- Swell Maps
- Tig Notaro
- Throw Me The Statue
- Tren Brothers
- The War on Drugs
- Windsor for the Derby
- Yeasayer
- Zero Boys